# Heinz Bennent
Heinz Bennent am Bochumer Schauspielhaus 1950

Link zum Bild

Heinz Bennent, eigentlich Heinrich August Bennent (* 18. Juli 1921 in Stolberg-Atsch, Deutschland; † 12. Oktober 2011 in Lausanne, Schweiz) gilt als einer der bedeutendsten deutschen Schauspieler der Nachkriegszeit.
Die Fachwelt schätzte ihn als einen der letzten großen, international tätigen Charakterdarsteller des Theaters. In der vielschichtigen Darstellung von Einzelgängern, Außenseitern und Narren entfaltete er seine größte Meisterschaft auf der Bühne. Außer im Theater trat Bennent in 110 Filmen auf. Am bekanntesten wurde er durch seine Rolle als jüdischer Theaterdirektor in François Truffauts Spielfilm Die letzte Metro, der im besetzten Paris vom Keller aus das Geschehen auf der Bühne leitet.

## Leben
Heinz Bennent wurde als sechstes Kind eines Buchhalters geboren. Er besuchte das Gymnasium bis zur Obersekunda und wurde wegen „mangelnden Gehorsams“ aus der Hitlerjugend ausgeschlossen. Bennent selbst bezeichnete sich später einmal als „äußerst allergisch gegen Autorität“.
Bereits als Kind begeisterte sich Bennent nach eigenen Angaben für den Schauspielerberuf, absolvierte aber auf Anraten seiner Eltern von 1938 bis 1939 eine Schlosserlehre, die er nicht beendete. Aus „Naivität“ meldete er sich freiwillig zum Wehrdienst und wurde wegen seiner Schlosserlehre zum Bodenpersonal der Luftwaffe eingezogen. Er diente auf einem Fliegerhorst an der Ostsee und spielte dort in der Freizeit mit Kameraden Theater.

### Theater
Noch vor Kriegsende legte Bennent eine Eignungsprüfung zum Schauspieler ab. Die eigentliche Schauspielausbildung erhielt Bennent nach dem Krieg von 1945 bis 1946 in Göttingen bei Felix Emmel und Karl Meixner. Sein erstes Engagement hatte er 1947 am Badischen Staatstheater Karlsruhe als Don Carlos. Danach ging er ans Schauspielhaus Bochum, an das Stadttheater Basel, das Theater Bonn, ans Niedersächsischen Staatstheater Hannover und ans Hamburger Thalia-Theater (1961–1963), um nur einige Stationen zu nennen. In der deutschen Theaterlandschaft nahm Bennent eine solitäre Stellung ein. Nach seinen Anfängen gehörte er keinem Theaterensemble mehr an. Seine Schauspielkunst galt als so einzigartig, dass er in der Lage war, damit regelmäßig die Bühne zu dominieren. Der Theaterkritiker Gerhard Stadelmaier umschrieb dies als seine Fähigkeit, vom Wesentlichen zum Oberflächlichen aufsteigen zu können, das ungeschönte Innere schließlich mit Eleganz und Witz zu bedecken.
Neben seinen Theaterarbeiten in Frankreich und der Schweiz war er häufig an den Münchner Kammerspielen zu sehen. Seine virtuose Persiflage gleich mehrerer Charakterdarsteller wie Will Quadflieg, Fritz Kortner, Gustaf Gründgens und Bernhard Minetti im Stück Besucher von Botho Strauß unter der Regie von Dieter Dorn begeisterte 1988 Besucher und Kritiker: „Er parodierte Kollegen von Quadflieg bis Kortner mit so viel Bosheit und Ehrfurcht, mit so viel Witz, Verve und Tücke, daß Chargieren und Schmieren zur höchsten Kunst wurde. Der Held als Clown. Selten hat jemand so sparsam übertrieben und zugleich so schamlos untertrieben. Gesten eilten ihren Worten davon, machten sich selbständig.“ Seinen letzten Bühnenauftritt hatte er mit einer eigenen Zusammenstellung zweier früher Tschechow-Texte zu dem Solostück Ich bin der Mann meiner Frau.
Die Theaterarbeit schätzte er wesentlich mehr als Dreharbeiten: „Im Film muss man sein. Man selbst sein. Film kann jeder.“ „Auf der Bühne habe ich alles in der Hand. Dort bestimme ich den Rhythmus.“ Den Rhythmus seiner Texte übte er öffentlich im Gehen ein, vor der Kamera und auf der Bühne variierte und improvisierte er dann jedes Mal aufs Neue seine Gestik und Aussprache, die er immer sehr präzise artikulierte. Bennent vermittelte auf der Bühne immer einen reflektierten, sachlichen und hochkonzentrierten Eindruck jenseits aller Theatralik. Gleichwohl gab sich Bennent nie ganz zufrieden mit seiner Arbeit, unablässig suchte er nach einem besseren, stimmigeren Ausdruck. Seine Wahrheitssuche umschrieb er einmal damit, dass er kein „Talent zur Selbstzufriedenheit“ habe. Die Regisseurin Ute Wieland erlebte dagegen diese Suche positiv, für sie war er als „Schauspieler wie ein neugieriges Kind, mit Spielfreude und Neugier auf meine Vision.“

### Filme
Parallel zu seiner Theaterarbeit begann Bennent, ab 1954 regelmäßig im deutschen Fernsehen in Erscheinung zu treten. Er beschränkte sich zunächst auf Theater- und Literaturverfilmungen. Später folgten auch Fernsehserien. In der ersten Staffel der ZDF-Serie Der Anwalt (1976) spielte er die Titelrolle. 1977 war er unter der Regie von Ingmar Bergman in Das Schlangenei zu sehen, mit dem ihm auch die Theaterarbeit an Per Olov Enquists Aus dem Leben der Regenwürmer verband. Bergman ermutigte ihn, seine Gestik noch mehr auszuarbeiten. Erst durch Bergman sei es ihm gelungen, sich als Schauspieler anzunehmen und zu lieben. Nach einer Nebenrolle in Costa-Gavras’ Die Liebe einer Frau (1979) mit Romy Schneider und Yves Montand erhielt er durch seine Sprachkenntnisse auch Angebote im französischen Film. Eine César-Nominierung brachte ihm 1981 François Truffauts Die letzte Metro (1980) ein, in dem er neben Catherine Deneuve und Gérard Depardieu einen jüdischen Theaterleiter spielt, der sich im Paris des Zweiten Weltkriegs vor den Nazis versteckt halten muss. Weitere Rollen unter Andrzej Żuławski (Possession, 1981), Claude Goretta (Der Tod des Mario Ricci, 1983) oder Régis Wargnier (Eine französische Frau, 1995) folgten, wodurch er in Frankreich mitunter populärer war als in Deutschland. Den Bundesfilmpreis gewann Bennent 1989 für Ute Wielands Im Jahr der Schildkröte, in dem er als ein 60-jähriger, verwitweter und arbeitsloser Buchhalter eine quirlige Studentin kennenlernt. Bennent blieb während der Dreharbeiten auch privat in der Figur als depressiver Frührentner. In seiner letzten Filmrolle war er 2004 als Sigmund Freud zu sehen, der seine Freundin und spätere Psychoanalytikerin Marie Bonaparte (Catherine Deneuve) analysierte, eine Urenkelin des Bruders von Napoleon Bonaparte.

### Künstlerfamilie Bennent
1963 heiratete Heinz Bennent die Schweizer Tänzerin Paulette Renou (Künstlername Diane Mansart; 1928–2010), die an der Pariser Oper auftrat. Seine Frau zog sich nach der Geburt der gemeinsamen Kinder Anne (* 1963) und David (* 1966) aus dem Berufsleben zurück und kümmerte sich vorrangig um die Familie. Die Bennents lebten gern abgeschieden und spartanisch – in einer Fischerhütte auf Mykonos, einem Bauernhof eines in 2000 Meter Höhe gelegenen Schweizer Bergdorfs sowie in der Stadtwohnung von Diane Bennents Mutter in Lausanne. Tochter und Sohn traten ebenfalls frühzeitig als Schauspieler in Erscheinung, häufig standen sie auch gemeinsam auf der Bühne oder traten zusammen in Filmen auf. In Geißendörfers Drama Die Eltern (1973) agierte die gesamte Familie Bennent vor der Kamera und spielte dort das Gegenbild zu einer heilen Familie. Der bekannteste gemeinsame Auftritt war in Volker Schlöndorffs Verfilmung des Bestsellers Die Blechtrommel von Günter Grass. Heinz Bennent stellte einen Gemüsehändler dar, Sohn David hatte die Hauptrolle als kleinwüchsiger Trommler Oskar Matzerath. Anne Bennent tritt seit 1989 auch als Chanson-Sängerin mit dem Liederzyklus Pour Maman in Deutschland, Österreich, der Schweiz und Frankreich auf. Diane Mansart-Bennent war bis zu ihrem Tod Ende 2010 während der Darbietung dieses Programms ihrer Tochter auf der Bühne präsent.
Eine herausragende Theaterproduktion der Familie war Samuel Becketts Endspiel, mit dem Heinz und David Bennent seit 1995 auf Tournee in ganz Europa zu sehen waren. Heinz Bennent bezeichnete dieses Drama als „das Stück meines Lebens.“ Von 1997 an bis 2010 war er gemeinsam mit seinem Sohn David auf einer weiteren Tournee unterwegs: Nachdem David Bennent Heiner Müllers Bildbeschreibung auswendig vorgetragen hatte, rezitierte Heinz Bennent Hölderlins Briefroman Hyperion. Seine Begeisterung für Hölderlin äußerte er oft: „An Hölderlin kann man ein Leben lang arbeiten, bis man das Wesentliche trifft. Für mich sind große Texte und große Autoren eine Beglückung.“ „Für mich gibt es keinen Tag ohne Hölderlin. […] Er ist und bleibt mein Brevier, mein tägliches Brot.“
Bennent zog Anfang der 1970er-Jahre in die Schweiz, wo er zwischen seinen Engagements und Tourneen bis zu seinem Tode lebte. Die Sommermonate verbrachte die Familie auf Mykonos, da ihnen die Einwohner dort zu Bennents Hochzeit 1963 ein Haus gebaut und geschenkt hatten. Bennent lebte zuletzt in Pully, Schweiz. Er starb am 12. Oktober 2011 im Kreise seiner Familie in Lausanne. Beinahe ein Jahr zuvor war seine Ehefrau Diane Bennent am 10. Dezember 2010 im Alter von 82 Jahren gestorben. Beide wurden auf dem Gemeindefriedhof Chandolin in Anniviers bestattet.

## Rezeption
„Er hörte früh auf, irgendwo fest dazuzugehören. Er ist unter den deutschen Schauspielern der größte Freie. Ein Andersspieler, der keinem Haus, vielmehr einer Haltung angehört. Große Schauspieler zeigen ja gewöhnlich gerne, was an Tiefe in ihnen steckt: Sie steigen sozusagen von der Oberfläche hinunter und graben stolz ihre Abgründe aus. Heinz Bennent ging den umgekehrten Weg. Scheint immer zuerst ganz Tiefe, Seele, Schmerz, Abgrund, ein nicht ungefährliches Bündel an Anarchie. Dann aber zieht er die Oberfläche über sich wie ein wundervolles Cape, kommt zu sich, kriegt sich in die Gewalt. Er spielt von unten nach oben. Seine Figuren: Wölfe, auf deren Schafspelz allein Verlass ist. Er ist immer ganz geheuer oben. Seine Außenseiter, Sonderlinge, Randexistenzen, Schillers Prinzen, Shakespeares Narren, Schnitzlers Maler, Becketts Clowns haben auf wehtuende Weise Contenance.“

„Bennent spielte vor allem ein inneres Drama. Seine bezaubernden Anflüge von ironischer Melancholie glichen stillen Explosionen. Man könnte Heinz Bennent mit Fug als Star bezeichnen – und tut ihm doch nicht recht. Denn dieser in der persönlichen Begegnung höchst bescheidene Mann, den zugleich eine Aura des Künstlers und Antibourgeois umweht, ist keiner für die Oberfläche. Bei ihm kommt auch der Glamour von innen, aus einem eigensinnigen Charakter, in dem es brennt ohne Rauch. Man spürt nur seine Intensität. Wie seine Komik, die im Schatten der Trauer leuchtet.“

„Seine größten Erfolge hatte Bennent, der im Kino auf melancholische Sonderlinge abonniert war, allerdings auf der Bühne. Auch wenn er immer wieder Ausflüge auf die Leinwand unternommen hat – bei Schlöndorff als Chef und Anwalt in Die verlorene Ehre der Katharina Blum, oder als Gemüsehändler Greff in Die Blechtrommel, jenem Film, der seinen Sohn David berühmt machte. […] Bennent galt auch jenseits seiner Rollen als Grübler, als schwieriger Asket. Bevor er in den siebziger Jahren seinen Durchbruch hatte, bei dem das Kino und das Fernsehen letztlich doch eine Rolle spielten, war er dreißig Jahre lang von Bühne zu Bühne gezogen.“

„Seine präsente Bühnen-Erotik ist faszinierend. […] Seine für mich kreativen Störungen und seine absolute Rücksichtslosigkeit, allem und jedem gegenüber, machen ihn als Mitspieler zum Ärgernis. Für mich zum positiven Ärgernis. Er setzt einfach voraus, dass man ihm folgt, wenn er auf seiner Klaviatur grenzenlos spielt. Ich war immer erstaunt, wohin mich die Reise gebracht hat.“

## Filmografie (Auswahl)
- 1956: Die Tochter des Brunnenmachers
- 1959: Schneider Wibbel
- 1961: Das Rendezvous von Senlis (Regie: Walter Rilla)
- 1959: Arzt aus Leidenschaft
- 1962: Das Schloß
- 1963: Detective Story – Polizeirevier 21 (Regie: Theo Mezger)
- 1965: Der Nebbich (Regie: Peter Zadek)
- 1965: Acht Stunden Zeit (Regie: Paul May)
- 1967: Heiraten ist immer ein Risiko (Regie: Arno Assmann)
- 1967: Das Kriminalmuseum: Die Spur führt nach Amsterdam
- 1967: Sherlock Holmes: Sechsmal Napoleon
- 1967: Ein Fremder klopft an (Regie: Kurt Früh)
- 1967: Kopfstand, Madam!
- 1969: Tatort – Exklusiv!
- 1969: Nur der Freiheit gehört unser Leben
- 1970: Mord im Pfarrhaus
- 1970: Der Portland-Ring
- 1971: Tatort – AE612 ohne Landeerlaubnis
- 1972: Sonderdezernat K1: Vier Schüsse auf den Mörder
- 1972: Mandala (Regie: Rainer Wolffhardt)
- 1972: Der Kommissar: Tod eines Schulmädchens
- 1973: Die Eltern (Regie: Hans W. Geißendörfer)
- 1973: Perahim – die zweite Chance (Regie: Hans W. Geißendörfer)
- 1974: Sirenengesang (Une femme fatale) (Regie: Jacques Doniol-Valcroze)
- 1975: Eiszeit
- 1975: Derrick (Folge 9: Paddenberg)
- 1975: Tatort: Wodka Bitter-Lemon
- 1975: Sondertribunal – Jeder kämpft für sich allein (Section spéciale)
- 1975: Die verlorene Ehre der Katharina Blum
- 1975: Das Netz
- 1975: Die Verwandlung
- 1976: Die Wildente
- 1976: Nea – Ein Mädchen entdeckt die Liebe (Néa)
- 1976: Lobster (TV-Krimireihe, Folge 1: Der Einarmige)
- 1976: Tatort – Zwei Leben
- 1977: Das Schlangenei
- 1978: Son of Hitler
- 1978: Der Mann im Schilf
- 1978: Deutschland im Herbst
- 1978: Verstecktes Ziel (Brass Target)
- 1978: Derrick (Folge 48: Lissas Vater)
- 1979: Die Blechtrommel
- 1979: Die Liebe einer Frau (Clair de femme)
- 1979: Schwestern oder Die Balance des Glücks
- 1980: Die letzte Metro (Le Dernier Métro)
- 1980: Lulu
- 1980: Aus dem Leben der Marionetten
- 1981: Possession
- 1981: Der Fall Maurizius
- 1981: Der Maulwurf (Espion, lève-toi)
- 1982: Derrick: (Folge 92: Nachts in einem fremden Haus)
- 1983: Derrick: (Folge 101: Geheimnisse einer Nacht)
- 1983: Der Tod des Mario Ricci (La mort de Mario Ricci) (Regie: Claude Goretta)
- 1985: Gambit
- 1985: Derrick: (Folge 134: Die Tänzerin)
- 1989: Im Jahr der Schildkröte (Regie: Ute Wieland)
- 1993: Das Sahara-Projekt
- 1994: Maigret et le fantôme (Regie: Hannu Kahakorpi)
- 1995: Jonas und Lila (Jonas et Lila, à demain) (Regie: Alain Tanner)
- 1995: Eine französische Frau (Une femme française)
- 1995: Tränen aus Stein (Tár úr steini)
- 2000: Kalt ist der Abendhauch
- 2004: Marie Bonaparte (Princesse Marie) (Regie: Benoît Jacquot) (Fernsehfilm)

## Theaterarbeiten (Auswahl)
- Der Kirschgarten von Anton P. Tschechow, 1966 – Regie: Peter Zadek
- Der Pott von Tankred Dorst – Regie: Peter Zadek
- Eiszeit von Tankred Dorst – Regie: Peter Zadek
- Aus dem Leben der Regenwürmer von Per Olov Enquist, 1984, am Residenztheater in München – Regie: Ingmar Bergman
- John Gabriel Borkman von Henrik Ibsen, 1985, am Residenztheater in München – Regie: Ingmar Bergman
- Bantam von Eduardo Arroyo, 1986, am Residenztheater in München – Regie: Klaus Michael Grüber, mit David Bennent
- Der einsame Weg von Arthur Schnitzler, 1987, an den Salzburger Festspielen – Regie: Thomas Langhoff
- Sieben Türen von Botho Strauß, 1988, an den Münchner Kammerspielen – Regie: Dieter Dorn
- Besucher von Botho Strauß, 1988, an den Münchner Kammerspielen – Regie: Dieter Dorn
- König Lear von William Shakespeare, 1991, an den Münchner Kammerspielen – Regie: Dieter Dorn
- Endspiel von Samuel Beckett, 1995–2010, Regie: Joël Jouanneau

## Tonträger
- Heiner Müller / Friedrich Hölderlin: Bildbeschreibung – Hyperion. David Bennent rezitiert aus Bildbeschreibung, Heinz Bennent trägt aus Hyperion vor. Aufnahmejahr: 2004, 2 CDs mit Beiheft, Diderot-Verlag, Rottenburg 2009, ISBN 978-3-936088-63-2.
- Friedrich Hölderlin: Hyperion. Produktion: SWR, Studio Tübingen, Hölderlin-Gesellschaft, 1 CD mit Beiheft, Diderot-Verlag, Rottenburg 2009, ISBN 978-3-936088-62-5.

## Hörspiele
- 1965: Leo Tolstoi: Krieg und Frieden. Hörspielbearbeitung und Regie: Gert Westphal. Aus dem Russischen von Marianne Kegel. Mit Walter Andreas Schwarz, Gustl Halenke, Heinz Bennent, Klausjürgen Wussow und vielen anderen. Produktion: WDR Köln. 10 CDs mit Beiheft, Patmos Verlag, Düsseldorf 2006, ISBN 978-3-491-91203-8.
- 1969: Alain Franck: Die Wahrheit – Regie: Otto Düben (SDR)
- 1968: Wolfgang Kirchner: Fräulein unbekannt – Regie: Hermann Naber (SWF)
- 1969: Peter Stripp: Durch die Blume – Regie: Hans Gerd Krogman (SWF)
- 1970: Rainer Puchert: Bei Nacht sind alle Katzen grau – Regie: Walter Adler (SWF)
- 1988: Botho Strauß: Bagatellen – Regie: Dieter Dorn (Hörspiel – WDR)

## Auszeichnungen (Auswahl)
- 1981: Nominierung für den César in der Kategorie Bester Nebendarsteller für Die letzte Metro
- 1989: Bundesfilmpreis als Bester Darsteller für Im Jahr der Schildkröte

## Dokumentarfilme
- Bennent mal vier – Diane, Heinz, Anne und David Bennent. Porträt einer Künstlerfamilie. Dokumentarfilm, Deutschland, 1998, 45 Min., Buch und Regie: Georg Stefan Troller, Produktion: Kick Film in Koproduktion mit WDR und NDR, Erstsendung: 6. Dezember 1998 auf Nord 3, Inhaltsangabe von Kick Film, (Memento vom 25. März 2013 im Internet Archive).
- abgeschminkt: Heinz Bennent. Fernseh-Portrait, Deutschland, 2002, 15 Min., Buch und Regie: Johanna Schickentanz, Produktion: ZDF, Reihe: abgeschminkt, Folge 10, Erstsendung: 2. Mai 2002 beim ZDFtheaterkanal, Filmdaten.

## Theaterdokumentation
- Der Kirschgarten. Drama von Anton Tschechow. Bundesrepublik Deutschland, 1966, 115 Min., Regie: Peter Zadek, Szenenbild: Wilfried Minks, Produktion: WDR, Erstausstrahlung: 27. Oktober 1966. Mit Margot Trooger als Ljubow Ranjewskaja, Hans Jaray als Leonid Gajew, Marlen Diekhoff als Warja, Ilona Grübel als Anja, Klaus Höhne als Lopachin, Paul Albert Krumm als Trofimow, Gisela Trowe als Charlotta und Heinz Bennent.